# Erberto II di Troyes
Erberto di Vermandois detto il Giovane (950 circa – gennaio 995) fu conte di Conte di Champagne dal 966, alla sua morte.

## Origine
Secondo il documento n° 14 del Cartoulaire de l'abbatte de Montiéramey, datato 6 agosto 959, Erberto era figlio del Conte di Champagne (conte di Meux e di Troyes), Roberto e della moglie Adelaide o Wera di Châlon (930/5- dopo l'agosto 967), che, secondo il Odoranni monachi Sancti Petri Vivi Senonensis Chronicon era figlia di Giselberto di Châlon, e di Ermengarda, figlia di Riccardo di Autun e sorella di Ugo il Nero.
Secondo un documento, datato luglio 940.
Roberto di Vermandois era il figlio (maschio quintogenito) del conte di Vermandois, di Meaux, di Soissons e di Madrie e di Vexin, signore di Peronne, Senlis e San Quintino e futuro conte di Troyes, Erberto II (880 – 943) (discendente del re d'Italia, Bernardo, nipote di Carlo Magno) e di Adele (ca. 895- ca. 931), l'unica figlia del marchese di Neustria e futuro re di Francia, Roberto I, e di Adele del Maine, come è indicato nelle Europäische Stammtafeln, vol II, cap. 10 (non consultate). La Chronica Albrici Monachi Trium Fontium, citandoli nell'anno 920, conferma la parentela tra Erberto II e Roberto I.

## Biografia
Erberto viene citato, assieme ai genitori nel documento n° 14 del Cartoulaire de l'abbatte de Montiéramey, del 6 agosto 959.
Non si conosce la data esatta della morte di suo padre, Roberto; si ha testimonianza di un documento da lui sottoscritto in data 19 giugno 966; dopo di che non si hanno più notizie per cui si presume che sia morto in quello stesso anno.
Erberto succedette al padre come conte di Meux e di Troyes e, sino al 989 resse la contea di Champagne, assieme allo zio, Erberto III d'Omois, come si può vedere dalla lettera n° 17 de LʹEPISTOLARIO DI GERBERTO DI AURILLAC (Gerberto di Aurillac è il futuro Papa Silvestro II), del 984, in cui lo zio viene citato col titolo di conte di Troyes.
Ancora secondo la lettera n° 58 de LʹEPISTOLARIO DI GERBERTO DI AURILLAC, del maggio/giugno 985, Erberto II di Troyes, in quell'anno, a Compiègne, partecipò ad una riunione di nobili Franchi, sia del regno orientale che del regno occidentale. Questo incontro era in opposizione ad Ugo Capeto, futuro re dei Franchi occidentali; infatti, nella stessa lettera viene ricordato che la riunione fu sciolta, quando si venne a sapere che Ugo Capeto, Raccolto un esercito di 600 cavalieri si stava muovendo verso Compiange. A proposito di questa situazione, lo storico francese, Louis Halphen, sostiene che pur essendo abbastanza potente, Erberto il Giovane, conte di Meux e di Troyes, non era sufficientemente potente da poter opporsi a Ugo Capeto.
Infine Erberto viene citato nella lettera n° 97 de LʹEPISTOLARIO DI GERBERTO DI AURILLAC, scritta da Gerberto, a nome della ex regina dei Franchi Occidentali, Emma d'Italia, tra l'ottobre 986 ed il febbraio 987, alla madre, Adelaide, vedova del suo secondo marito, l'imperatore, Ottone I di Sassonia, affinché la aiuti a rientrare nella grazie del figlio, il re Luigi V di Francia, con il supporto anche di Erberto.
Erberto morì verso il 995 e gli succedette il suo unico figlio, Stefano.

## Matrimonio e discendenza
Erberto aveva sposato una donna di cui non conosciamo il nome, ma che, secondo lo storico francese, Christian Settipani, nel suo Annales de Midi (1990) (non consultato) era la figlia di Stefano Conte di Gévaudan e della sua seconda moglie Adelaide d'Angiò. Erberto da Adeliaide ebbe un solo figlio:
- Stefano (? – 1020 circa), conte di Troyes, Meux e Omois, come conferma il Rodulfi Glabri, Historiarum III[14][15].

## Ascendenza
|                          |                   |                        | Genitori                |  |  | Nonni |  |  | Bisnonni                |  |  | Trisnonni              |  |
|                          |                   |                        |                         |  |  |       |  |  | Erberto I di Vermandois |  |  | Pipino I di Vermandois |  |
|                          |                   |                        |                         |  |  |       |  |  | Erberto I di Vermandois |  |  | Pipino I di Vermandois |  |
|                          |                   | Cunegonda              |                         |  |  |       |  |  | Erberto I di Vermandois |  |  |                        |  |
| Erberto II di Vermandois |                   |                        |                         |  |  |       |  |  | Erberto I di Vermandois |  |  |                        |  |
|                          |                   | Liutgarda de Morvois   | …                       |  |  |       |  |  |                         |  |  |                        |  |
|                          |                   | Liutgarda de Morvois   | …                       |  |  |       |  |  |                         |  |  |                        |  |
|                          |                   | Liutgarda de Morvois   | …                       |  |  |       |  |  |                         |  |  |                        |  |
| Roberto di Vermandois    |                   | Liutgarda de Morvois   |                         |  |  |       |  |  |                         |  |  |                        |  |
|                          |                   | Roberto I di Francia   | Roberto il Forte        |  |  |       |  |  |                         |  |  |                        |  |
|                          |                   | Roberto I di Francia   | Roberto il Forte        |  |  |       |  |  |                         |  |  |                        |  |
|                          |                   | Roberto I di Francia   | Adelaide d'Alsazia      |  |  |       |  |  |                         |  |  |                        |  |
| Adele di Francia         |                   | Roberto I di Francia   |                         |  |  |       |  |  |                         |  |  |                        |  |
|                          |                   | Adele del Maine        | …                       |  |  |       |  |  |                         |  |  |                        |  |
|                          |                   | Adele del Maine        | …                       |  |  |       |  |  |                         |  |  |                        |  |
|                          |                   | Adele del Maine        | …                       |  |  |       |  |  |                         |  |  |                        |  |
| Erberto II di Troyes     |                   | Adele del Maine        |                         |  |  |       |  |  |                         |  |  |                        |  |
|                          | Manasse di Châlon | …                      |                         |  |  |       |  |  |                         |  |  |                        |  |
|                          | Manasse di Châlon | …                      |                         |  |  |       |  |  |                         |  |  |                        |  |
|                          | Manasse di Châlon | …                      |                         |  |  |       |  |  |                         |  |  |                        |  |
| Gilberto di Borgogna     | Manasse di Châlon |                        |                         |  |  |       |  |  |                         |  |  |                        |  |
|                          |                   | Ermengarda di Provenza | Reginardo di Lotaringia |  |  |       |  |  |                         |  |  |                        |  |
|                          |                   | Ermengarda di Provenza | Reginardo di Lotaringia |  |  |       |  |  |                         |  |  |                        |  |
|                          |                   | Ermengarda di Provenza | …                       |  |  |       |  |  |                         |  |  |                        |  |
| Adelaide di Châlon       |                   | Ermengarda di Provenza |                         |  |  |       |  |  |                         |  |  |                        |  |
|                          |                   | Riccardo di Autun      | Bivin di Vienne         |  |  |       |  |  |                         |  |  |                        |  |
|                          |                   | Riccardo di Autun      | Bivin di Vienne         |  |  |       |  |  |                         |  |  |                        |  |
|                          |                   | Riccardo di Autun      | Richilde                |  |  |       |  |  |                         |  |  |                        |  |
| Ermegarda di Autun       |                   | Riccardo di Autun      |                         |  |  |       |  |  |                         |  |  |                        |  |
|                          |                   | Adelaide di Borgogna   | Corrado II di Borgogna  |  |  |       |  |  |                         |  |  |                        |  |
|                          |                   | Adelaide di Borgogna   | Corrado II di Borgogna  |  |  |       |  |  |                         |  |  |                        |  |
|                          |                   | Adelaide di Borgogna   | Waldrada                |  |  |       |  |  |                         |  |  |                        |  |
|                          |                   | Adelaide di Borgogna   |                         |  |  |       |  |  |                         |  |  |                        |  |

### Fonti primarie
- EPISTOLARIO DI GERBERTO DI AURILLAC.
- (LA)  Monumenta Germaniae Historica, Scriptores, tomus VII.
- (LA)  Monumenta Germaniae Historica, Scriptores, tomus XXIII.
- (LA)  Cartulaire de l'abbaye de Saint-Aubin d'Angers.
- (LA)  Patrologia Latina, Vol. 142.
- (LA)  Collection des principaux cartulaires du diocèse de Troyes, tomus VII.

### Letteratura storiografica
- Louis Halphen, Francia: gli ultimi Carolingi e l'ascesa di Ugo Capeto (888-987), in «Storia del mondo medievale», vol. II, 1999, pp. 636–661
- Cronache dell'anno Mille di Rodolfo Glabro, a cura di Guglielmo Cavallo e Giovanni Orlandi, Fondazione Lorenzo Valla, Mondadori, VII edizione (2005)
- Christian Settipani, La Préhistoire des Capétiens (Nouvelle histoire généalogique de l'auguste maison de France, vol. 1), éd. Patrick van Kerrebrouck, 1993